# Cytoscape
Cytoscapeは代謝経路網の可視化や遺伝子発現プロフィールと関連データの統合などに用いられるオープンソースのバイオインフォマティクスソフトウェアプラットフォームである。
プラグインにより機能が追加でき、ネットワークや分子プロファイリング分析、レイアウトの変更、新規ファイル形式のサポートや外部ネットワークへの検索が利用可能になる。
プラグインはコミュニティにより開発されており、利用者のコミュニティへの参加や新規プラグインの開発が奨励されている。
Ver3.0以降については、モジュール化、拡張性、保守性を重視した開発が続けられている。

## 活用分野
一般的には生物学研究用途に利用されているが、
他にもソーシャル・ネットワーク・サービスなどでノードとエッジによるネットワークグラフ可視化分析にも使用できる。
ソフトウェアアーキテクチャの重要な側面は特殊なプラグインを使用することにあり、プラグインは運営者とより大きなユーザーコミュニティによって開発されている。